# I mor Anthonys värdshus
I mor Anthonys värdshus (franska: Cabaret de la mère Anthony) är en tidig oljemålning av den franske konstnären Auguste Renoir från 1866. Den ingår sedan 1926 i Nationalmuseums samlingar i Stockholm.
Målningen föreställer en interiör från ett värdshus i Bourron-Marlotte i utkanten av Fontainebleauskogen söder om Paris. Värdshuset var ett populärt tillhåll för konstnärer som arbetade i området, bland dem Barbizonmålarna. Till höger, i gul halmhatt, sitter målaren Alfred Sisley. Liksom Renoir skulle han några år senare ingå i impressionistgruppen. På bordet ligger ett nummer av L’événement, tidningen som publicerade några av Émile Zolas mest uppmärksammade konstrecensioner. I bakgrunden syns en väggmålning som några av traktens konstnärer utfört tillsammans.  